# Albizia lucidior
Albizia lucidior är en ärtväxtart som först beskrevs av Ernst Gottlieb von Steudel, och fick sitt nu gällande namn av Ivan Christian Nielsen. Albizia lucidior ingår i släktet Albizia och familjen ärtväxter. Inga underarter finns listade i Catalogue of Life.